# Joanne Evans
Joanne Evans es una ex jugadora fútbol lesbiana que representó a Nueva Zelanda a nivel internacional.

## Biografía
Evans hizo su debut con la Selección femenina de fútbol de Nueva Zelanda  como suplente en una victoria récord de 21-0 sobre Samoa en un partido de clasificación para la Copa Mundial Femenina el 9 de octubre de 1998, y terminó su carrera internacional con tres partidos internacionales en su haber.